# Nososticta pyroprocta
Nososticta pyroprocta är en trollsländeart som först beskrevs av Maurits Anne Lieftinck 1960.  Nososticta pyroprocta ingår i släktet Nososticta och familjen Protoneuridae. Inga underarter finns listade i Catalogue of Life.